# Die Stadt, in der es mich nicht gibt
Die Stadt, in der es mich nicht gibt (jap. 僕だけがいない街, Boku Dake ga Inai Machi) ist eine Manga-Serie von Kei Sanbe. Sie erschien von 2012 bis 2016 in neun Bänden in Japan und wurde als Kinofilm, Light Novel, Anime-Fernsehserie und Real-Fernsehserie adaptiert.

## Inhalt
Der 29 Jahre alte Manga-Autor Satoru Fujinuma (藤沼 悟) hat die Fähigkeit, in die Vergangenheit zu reisen. Wenn sich eine für einen Menschen lebensgefährliche Situation in seiner Umgebung ergibt, befindet er sich plötzlich einige Zeit früher und hat die Möglichkeit, die Gefahr abzuwenden. Jedoch kann er die Fähigkeit nicht bewusst einsetzen. Als seine Mutter Sachiko Fujinuma (藤沼 佐知子) einen Serienmörder wiedererkennt und die Polizei einschalten will, wird sie ermordet und von ihrem Sohn gefunden. Dieser wird verdächtigt und plötzlich befindet sich Satoru 18 Jahre zurück in der Vergangenheit – im Körper seines Ichs als 10-Jähriger. Er erinnert sich, dass bereits damals eine Mordserie geschah und vermutet, dass er den Täter finden muss, um seine Mutter zu retten.
Satoru erinnert sich auch, dass eine Mitschülerin von ihm eines der Opfer war. Kayo Hinazuki (雛月 加代) ist ein stilles, zurückgezogenes Mädchen. Er sucht den Kontakt zu ihr, um den Mord zu verhindern und den Fall aufzuklären. Doch fällt Satoru der Umgang mit ihr und seinen Mitschülern und Freunden nicht immer leicht, ist er doch geistig immer noch der 29-jährige Erwachsene. Seinen Freunden Osamu, Kazu und Hiromi fällt nicht viel auf, doch der intelligente Kenya Kobayashi (小林 賢也) findet sein Verhalten seltsam. Während Satoru mehr über Kayo herauszufinden und ihre Nähe sucht, um sie zu schützen, erfährt er, dass sie zu Hause misshandelt wird und daher so still ist. Dies hat schon ihr Klassenlehrer Gaku Yashiro (八代 学) bemerkt, konnte aber zusammen mit dem Jugendamt noch nicht helfen. Auch erinnert sich Satoru an Jun Shiratori (白鳥 潤), genannt Yūki. Der 21-jährige Teilzeitarbeiter spielt häufig mit den Kindern in seiner Nachbarschaft und wurde für die Mordserie verantwortlich gemacht. Doch Satoru glaubte als 10-Jähriger und auch jetzt an dessen Unschuld.
Um Kayo zu schützen, freundet er sich mit ihr an. Er lädt sie zu seinem Geburtstag ein – der auch der ihre ist und zugleich der Tag des Mordes. Bis zur Nacht gelingt der Plan, doch am nächsten Tag ist sie erneut verschwunden. Satorus Bemühen war erfolglos und unvermittelt befindet er sich wieder in seinem zukünftigen Ich. Hier muss er nun vor der Polizei flüchten, die ihn wegen des Mordes an seiner Mutter sucht, und zugleich recherchieren, was 18 Jahre zuvor geschehen ist. Seine Kollegin Airi Katagiri (片桐 愛梨) hilft ihm, gerät dabei aber selbst ins Visier des Täters. Dieser will sie umbringen und ihren Tod erneut Satoru anhängen. Dieser findet dank eines alten Bekannten seiner Mutter, der auch Journalist ist, heraus, dass er die Vergangenheit wirklich verändert hat. Der Tod von Kayo hat sich um einen Tag verschoben. Doch dann wird er bei einem heimlichen Treffen mit Airi von der Polizei entdeckt und verhaftet. Dabei wird er erneut in die Vergangenheit, vor den Tod von Kayo, versetzt.
Nun nimmt Satoru sich vor, möglichst viel zu verändern und so ihren Tod zu verhindern. Er verschafft Jun Shiratori ein Alibi und bringt Kayo am Abend des Geburtstags nicht nach Hause, sondern in einen alten Bus. Dort kommt sie die nächsten Tage unter und ist so sicher. Bald helfen auch Kenya und Hiromi, sie heimlich zu verpflegen und zu unterhalten. Schließlich gehen die drei gemeinsam mit Satorus Mutter Sachiko, die das Spiel durchschaut hat, zu Kayos Mutter und stellen sie zur Rede. Versteckt dabei sind auch das Jugendamt und Klassenlehrer Yashiro, die so alles mitbekommen und Kayo endlich von ihrer Mutter trennen können. Nach diesem Erfolg findet Satoru jedoch keine Ruhe, denn er kennt den Mörder noch nicht, der danach weitere Taten begehen sollte. So bemüht er sich zunächst, Hiromi nie allein sein zu lassen. Auch er war eines der Opfer. Außerdem freundet er sich mit einem weiteren einsamen Mädchen an, das zu einem der Opfer werden sollte. Seine Freunde helfen ihm dabei, allen voran Kenya, der versteht, dass Satorus Tun die einsamen Kinder besser schützt.
Dann merkt Satoru, dass ein anderes Mädchen der Schule, die früher Kayo gehänselt hat, nach diesen neuen Ereignissen nun einsam wird. Er fürchtet sie könnte ein neues Opfer des Mörders werden, ein Ersatz für die durch ihn entgangenen. Also spürt er auch ihr nach und will sich anfreunden. Doch bei einem Stadionbesuch verschwindet sie plötzlich. Auf der Suche nach ihr trifft er auf Yashiro, mit dem er ein verdächtiges Fahrzeug verfolgt. Während der Fahrt aber offenbart sich Yashiro als der Täter, der die Morde geplant hatte. Er bemerkte, dass es Satoru war, der ihn immer wieder hinderte, und lockte ihn daher in das gestohlene Auto. Er schließt Satoru darin ein und lässt es in einen gefrorenen See fahren, während Satoru ihm noch zuruft, dass er Yashiros Zukunft kennt.
15 Jahre später wacht Satoru aus einem Koma auf, in dem er seit diesem Vorfall lag. Seine Mutter hat ihn in der ganzen Zeit gepflegt und nun kann er sich relativ schnell erholen. Doch seine Erinnerungen fehlen und er ist erstaunt, trotz des Komas viele Dinge zu können, die er als 10-Jähriger noch nicht gelernt haben kann. Seine Schulfreunde, nun erwachsen und im Beruf, besuchen ihn – allen voran Kenya, Hiromi und Kayo. Auch Yashiro, mittlerweile ein Politiker, besucht ihn regelmäßig. Aus Angst, Satoru könne die Erinnerung zurück erlangen und ihn so in Schwierigkeiten bringen, plant er seine Ermordung. Doch als Yashiro mit Satoru auf dem Dach des Krankenhauses steht, gesteht der ihm, dass er die Erinnerung zurück hat. Zwar will Yashiro ihn erneut hereinlegen, ihm die Schuld am Tod eines Mädchens im Krankenhaus anhängen und seinen Tod als Suizid erscheinen lassen, doch hat auch Satoru vorgesorgt. Er hat heimlich seine Freunde und seine Mutter eingeweiht, sodass sie Yashiro gemeinsam überführen können und er für die Mordversuche verhaftet wird.

## Buchveröffentlichung
Die Mangaserie erschien von Juni 2012 bis März 2016 im Magazin Young Ace des Verlags Kadokawa Shoten in Japan. Dieser brachte die Kapitel auch in neun Sammelbänden heraus. Von Mai 2016 bis November 2017 wurde der Manga von Tokyopop komplett auf Deutsch herausgebracht. Auf Englisch erscheint er bei Yen Press, auf Französisch bei Ki-oon, auf Spanisch bei Editorial Ivréa und Norma Editorial und auf Italienisch bei Edizioni Star Comics.
Ein Spin-off namens Boku dake ga Inai Machi: Re, ebenfalls aus der Feder von Kei Sanbe, erscheint seit dem 4. Juni 2016 im gleichen Magazin. In diesem Werk ist Kayo Hinazuki die Protagonistin.
Unter dem Titel Boku Dake ga Inai Machi: Another Record erschien eine von Hajime Ninomae geschriebene und von Kei Sanbe illustrierte Light Novel. Sie lief als Fortsetzungsgeschichte im Magazin Bungei Kadokawa vom 10. Oktober 2015 (Ausgabe 11/2015) bis 10. Februar 2016 (Ausgabe 3/2016). Die Reihe wurde auch am 30. März 2016 in einem Band zusammengefasst veröffentlicht.

## Anime-Adaption
2016 wurde unter der Regie von Tomohiko Itō bei A-1 Pictures eine Anime-Adaption des Stoffes für das japanische Fernsehen produziert. Die verantwortlichen Produzenten waren Kenta Suzuki und Taku Matsuo, Drehbuchautor war Taku Kishimoto. Das Charakterdesign entwarf Keigo Sasaki und die künstlerische Leitung lag bei Masaru Satō.
Die Serie wurde vom 8. Januar bis 25. März 2016 nach Mitternacht von Fuji TV in ihrem noitaminA-Block gezeigt. Diverse Plattformen veröffentlichten den Anime per Streaming mit Untertiteln unter dem Titel Erased. Peppermint Anime veröffentlichte die Episoden immer kurz nach japanischer Erstausstrahlung mit deutschen Untertiteln auf ihrer Video-on-Demand-Plattform. Aufgrund der unterschiedlichen Zeitzonen von Japan und dem deutschen Sprachraum wurden die Episoden jeweils am vorigen Tag mit deutschen Untertiteln veröffentlicht, also vom 7. Januar bis 24. März 2016.
Für den deutschen Markt wurde der Anime von Peppermint Anime unter dem Namen Erased – Die Stadt, in der es mich nicht gibt lizenziert. Die Serie wurde in zwei Volumes mit je sechs Episoden am 31. März und 26. Mai 2017 auf DVD und Blu-ray auf Deutsch veröffentlicht. Die erste Episode wurde ab dem 14. März 2017 für kurze Zeit mit deutscher Synchronisation auf YouTube frei zur Verfügung gestellt. Die deutsche Fernsehausstrahlung begann am 13. Juli 2018 im Nacht-Block von ProSieben Maxx.

### Synchronisation
| Rolle                      | japanischer Sprecher (Seiyū) | deutsche Sprecher |
| -------------------------- | ---------------------------- | ----------------- |
| Satoru Fujinuma (29 Jahre) | Shinnosuke Mitsushima        | Kim Hasper        |
| Satoru Fujinuma (10 Jahre) | Tao Tsuchiya                 | Claudia Schmidt   |
| Kayo Hinazuki              | Aoi Yūki                     | Kristina Tietz    |
| Sachiko Fujinuma           | Minami Takayama              | Sonja Spuhl       |
| Kenya Kobayashi            | Yō Taichi                    | Melinda Rachfahl  |
| Hiromi Sugita              | Akari Kitō                   | Charlotte Uhlig   |
| Jun Shiratori              | Takahiro Mizushima           | Bastian Sierich   |

### Episodenliste
| Nr. | Deutscher Titel | Originaltitel   | Erstausstrahlung Japan | Deutschsprachige Erstveröffentlichung (D/A/CH) | Regie            | Drehbuch        | Deutschsprachige Erstausstrahlung (D/A/CH) | Erstveröffentlichung im OmdU |
| --- | --------------- | --------------- | ---------------------- | ---------------------------------------------- | ---------------- | --------------- | ------------------------------------------ | ---------------------------- |
| 1   | Kaleidoskop     | 走馬灯 Sōmatō   | 8. Jan. 2016           | 14. März 2017                                  | Tomohiko Itō     | Taku Kishimoto  | 13. Juli 2018                              | 7. Jan. 2016                 |
| 2   | Handfläche      | 掌 Tenohira     | 15. Jan. 2016          | 31. März 2017                                  | Toshimasa Ishii  | Taku Kishimoto  | 20. Juli 2018                              | 14. Jan. 2016                |
| 3   | Blaue Flecken   | 痣 Aza          | 22. Jan. 2016          | 31. März 2017                                  | Takahiro Shikama | Yutaka Yasunaga | 27. Juli 2018                              | 21. Jan. 2016                |
| 4   | Verwicklung     | 達成 Tassei     | 29. Jan. 2016          | 31. März 2017                                  | Shin’ya Watada   | Taku Kishimoto  | 3. Aug. 2018                               | 28. Jan. 2016                |
| 5   | Flucht          | 逃亡 Tōbō       | 5. Feb. 2016           | 31. März 2017                                  | Makoto Hoshino   | Taku Kishimoto  | 10. Aug. 2018                              | 4. Feb. 2016                 |
| 6   | Todesengel      | 死神 Shinigami  | 12. Feb. 2016          | 31. März 2017                                  | Daiki Mori       | Taku Kishimoto  | 17. Aug. 2018                              | 11. Feb. 2016                |
| 7   | Ausreißer       | 暴走 Bōsō       | 19. Feb. 2016          | 26. Mai 2017                                   | Toshimasa Ishii  | Yutaka Yasunaga | 24. Aug. 2018                              | 18. Feb. 2016                |
| 8   | Spirale         | 螺旋 Rasen      | 26. Feb. 2016          | 26. Mai 2017                                   | Kosaya           | Yutaka Yasunaga | 31. Aug. 2018                              | 25. Feb. 2016                |
| 9   | Der letzte Akt  | 終幕 Shūmaku    | 4. März 2016           | 26. Mai 2017                                   | Tomohiko Itō     | Taku Kishimoto  | 7. Sep. 2018                               | 3. Mär. 2016                 |
| 10  | Freude          | 歓喜 Kanki      | 11. März 2016          | 26. Mai 2017                                   | Takahiro Shikama | Taku Kishimoto  | 14. Sep. 2018                              | 10. Mär. 2016                |
| 11  | Zukunft         | 未来 Mirai      | 18. März 2016          | 26. Mai 2017                                   | Makoto Hoshino   | Taku Kishimoto  | 21. Sep. 2018                              | 17. Mär. 2016                |
| 12  | Schatz          | 宝物 Takaramono | 25. März 2016          | 26. Mai 2017                                   | Toshimasa Ishii  | Taku Kishimoto  | 28. Sep. 2018                              | 24. Mär. 2016                |

### Musik
Die Musik der Serie wurde komponiert von Yuki Kajiura. Der Vorspann wurde unterlegt mit Re:Re: von Asian Kung-Fu Generation und das Abspannlied ist Sore wa Chiisa na Hikari no yō na (それは小さな光のような) von Sayuri.

## Realfilm
Der Manga wurde unter der Regie von Yūichirō Hirakawa als Realfilm adaptiert und kam am 19. März 2016 in die japanischen Kinos. Die Hauptrolle übernahm Tatsuya Fujiwara.

## Realserie
Netflix kündigte im März 2017 eine auf dem Manga basierende Real-Fernsehserie in Zusammenarbeit mit Kansai Telecasting an. Die erste Staffel der Netflix-Originalserie wurde am 15. Dezember 2017 weltweit auf Netflix veröffentlicht. Die Hauptrolle spielt Yūki Furukawa als 29-jähriger Satoru Fujinuma, Reo Uchikawa spielt Satoru als zehnjähriges Kind.
Die Real-Fernsehserie wurde von Netflix, unter anderem in Deutschland, unsynchronisiert mit Untertiteln unter dem Titel Erased veröffentlicht.

## Rezeption
Der Manga war 2014 und 2015 nominiert für den Manga Taisho-Preis und 2016 für den 40. Kōdansha-Manga-Preis.
Der vierte Band der Serie war der erste, der es in die Liste der 50 meistverkauften Mangas einer Woche schaffte – er gelangte auf Platz 12 und verkaufte sich in den ersten drei Wochen über 70.000-mal. Der im März 2016 erschienene achte und letzte Band erreichte Platz 1 und verkaufte sich schließlich fast 400.000 mal in den ersten vier Wochen.